# Khon Kaen (provincie)
Khon Kaen is een provincie in het noordoosten van Thailand in het gebied dat ook wel Isaan wordt genoemd. In december 2002 had de provincie 1.767.643 inwoners, waarmee het de vierde provincie qua bevolking in Thailand is. Met een oppervlakte van 10.886 km² is het de 15e provincie qua omvang in Thailand. De provincie ligt op ongeveer 449 kilometer van Bangkok. Khon Kaen grenst aan Udon Thani, Kalasin, Maha Sarakham, Buriram, Nakhon Ratchasima, Chaiyaphum, Phetchabun en Loei en ligt niet aan zee.

## Provinciale symbolen
|  | Het provinciale zegel van Khon Kaen |

## Klimaat
De gemiddelde jaartemperatuur is 31 graden. De temperatuur varieert van 11,5 graden tot 41,7 graden. Gemiddeld valt er 1352,6 mm regen per jaar.

## Politiek

### Bestuurlijke indeling
De provincie is onderverdeeld in 20 districten (Amphoe) en 6 subdistricten (King Amphoe).
| Amphoe \| 1. Mueang Khon Kaen 2. Ban Fang 3. Phra Yuen 4. Nong Rhuea 5. Chum Phae 6. Si Chomphu 7. Nam Phong 8. Ubolratana 9. Kranuan 10. Ban Phai \| 1. Pueai Noi 2. Phon 3. Waeng Yai 4. Waeng Noi 5. Nong Song Hong 6. Phu Wiang 7. Mancha Khiri 8. Chonnabot 9. Khao Suan Kwang 10. Phu Pha Man \| | King Amphoe 1. Sam Sung 2. Khok Pho Chai 3. Nong Na Kham 4. Ban Haet 5. Non Sila 1. Wiang Kao                                                 |  |
| 1. Mueang Khon Kaen 2. Ban Fang 3. Phra Yuen 4. Nong Rhuea 5. Chum Phae 6. Si Chomphu 7. Nam Phong 8. Ubolratana 9. Kranuan 10. Ban Phai | 1. Pueai Noi 2. Phon 3. Waeng Yai 4. Waeng Noi 5. Nong Song Hong 6. Phu Wiang 7. Mancha Khiri 8. Chonnabot 9. Khao Suan Kwang 10. Phu Pha Man |  |